# Auto Assault
Auto Assault est un jeu de rôle en ligne massivement multijoueur développé par NetDevil et édité par NCsoft. Le jeu est sorti le 13 avril 2006 en France et s'arrêtera le 31 août 2007. Contrairement à la plupart des MMORPG qui se déroulent dans un monde médieval-fantastique, Auto Assault prend place dans un monde post-apocalyptique où les joueurs combattent dans des voitures armées.

## Arrêt de Auto Assault
Le 3 juillet 2007, NetDevil annonce la fin de Auto Assault, faute d'avoir trouvé son public. Les serveurs ont ainsi définitivement fermés le 31 août 2007.